# Viêm phổi do virus
Viêm phổi do virus là một bệnh viêm phổi do virus gây ra. Virus là một trong hai nguyên nhân chính gây viêm phổi, còn lại là vi khuẩn; nguyên nhân ít phổ biến hơn là nấm và ký sinh trùng. Virus là nguyên nhân phổ biến nhất gây viêm phổi ở trẻ em, trong khi ở người lớn vi khuẩn là nguyên nhân phổ biến hơn.

## Dấu hiệu và triệu chứng
Các triệu chứng của viêm phổi do virus bao gồm sốt, ho không sản xuất, sổ mũi và các triệu chứng toàn thân (ví dụ như đau cơ, nhức đầu). Các loại virus khác nhau gây ra các triệu chứng bệnh khác nhau.

## Nguyên nhân
Nguyên nhân phổ biến của viêm phổi do virus là các loại virus sau:
- Virus cúm A và B
- Virus hợp bào hô hấp (RSV)
- Virus parainfluenza ở người (ở trẻ em) [3]

Virus hiếm hơn thường dẫn đến viêm phổi bao gồm:
- Adenovirus (trong tuyển tân binh quân sự) [3]
- Metapneumovirus [4]
- Hội chứng hô hấp cấp tính nặng coronavirus (SARS-CoV) [5]
- Hội chứng hô hấp cấp tính nặng coronavirus 2 (SARS-CoV-2)
- Virus hội chứng hô hấp Trung Đông (MERS-CoV)
- Orthohantavirus [6]